# Carlo Salsa
Carlo Salsa (Alessandria, 2 marzo 1893 – Milano, 4 marzo 1962) è stato un giornalista, scrittore e sceneggiatore italiano.

## Biografia
Iniziò a scrivere sin da giovanissimo: sue novelle e poesie apparvero sulla rivista letteraria L'Oceano nel 1908 e sulla Gazzetta del Popolo nel 1910.
Arruolato nel 1914 come sottotenente di complemento in fanteria, fu inviato al fronte all'inizio della prima guerra mondiale. Combatté sul Carso in prima linea con il 68º Reggimento della Brigata Palermo, impiegato sul Monte San Michele, nella conca di Tolmino e poi - promosso tenente - sul monte Ermada, rimanendo poi ferito e cadendo prigioniero nel maggio 1917.
Dopo il conflitto tornò all'attività letteraria; fu vicedirettore della Società Italiana degli Autori ed Editori e nel 1929 fondò con Leonida Repaci e Alberto Colantuoni il Premio Viareggio.
Tra le due guerre collaborò, fra le altre, con la rivista letteraria Le Grandi Firme, diretta da Pitigrilli, e scrisse per la radio e il teatro leggero.
Partecipò alla sceneggiatura di due film: La sonnambula e Il re si diverte; come consulente lavorò alla sceneggiatura de La grande guerra, di Mario Monicelli.
Dall'esperienza bellica trasse, secondo le sue stesse parole, un «libretto», pubblicato per la prima volta da Sonzogno nel 1924 e intitolato Trincee - Confidenze di un fante, la sua opera oggi più nota. Condensato di atti, pensieri e parole comuni a milioni di combattenti delle due parti, il libro ebbe varie ristampe fino al 1945, sempre presso Sonzogno, per essere dimenticato fino al 1982, quando fu ripreso da Mursia.
Dal suo diario-romanzo emerge tutta la carica protestataria della piccola borghesia in rivolta che trovò sbocco politico e sociale durante la guerra ricoprendo i ruoli dell'ufficialità di complemento. Lo storico della Grande Guerra Mario Isnenghi colloca Carlo Salsa tra gli ufficiali espressione di un dissenso radical-nazionale che sfocerà poi nel movimento fascista nell'immediato dopoguerra. Non a caso Salsa fu squadrista fra i primi per poi abbandonare l'attività politica propriamente detta e tornare alla letteratura e alla cultura.
Fu un grande appassionato di cinofilia, e fondò nel 1950 a Roma la Lega nazionale per la difesa del cane di cui fu per svariati anni presidente.